# Костобе (Алматинская область)
Костобе (каз. Қостөбе) — село в Райымбекском районе Алматинской области Казахстана. Входит в состав Нарынкольского сельского округа. Находится вблизи границы с Китаем, примерно в 83 км к востоку-юго-востоку (ESE) от села Кеген, административного центра района, на высоте 1727 метров над уровнем моря. Код КАТО — 195855200.

## Население
В 1999 году население села составляло 342 человек (186 мужчина и 156 женщин). По данным переписи 2009 года, в селе проживало 277 человек (143 мужчины и 134 женщины).

## Топографические карты
- Лист карты K-44-41 Нарынкол. Масштаб: 1 : 100 000. Издание 1974 г.